# Atanasie Protopopescu
Atanasie Protopopescu (Bucarest, 8 aprile 1900 – 22 febbraio 1991) è stato un calciatore rumeno, di ruolo difensore.

## Carriera

### Club
Ha sempre giocato nel campionato rumeno.

### Nazionale
Ha rappresentato la Nazionale rumena in occasione delle Olimpiadi del 1924.